# Evrenos Bey
Evrenos (Gazi Haji Evrenos Bey) (... – Yenice-i Vardar, 17 novembre 1417) è stato un militare ottomano.
Prestò servizio come generale sotto Süleyman Pascià, Murad I, Bayezid I, Solimano Çelebi e Mehmet I.
Le fonti bizantine lo ricordano come Ἀβρανέζης, Βρανέζης, Βρανεύς (?),Βρενέζ, Βρενέζης, Βρενές. Una perdurante leggenda greca afferma che il padre di Evrenos era un certo Ornos, governatore rinnegato bizantino di Bursa che si era unito agli Ottomani allorché la città cadde nel 1326. Fu conosciuto come Isa Bey Prangi, sepolto nel villaggio di Prangi (anche noto come Sırcık o Kırcık nelle fonti ottomane), un attivo approdo per traghetti sul fiume Evros, a circa sei Km. da Didymoteicho. Diversi studiosi considerano Evrenos un bizantino/greco convertitosi all'Islam.
Evrenos fu in origine un Beg di Principato di Karasi, unitosi agli Ottomani dopo la loro conquista del beilicato nel 1359. Condusse numerose cruciali campagne e battaglie ottomane in Rumelia, Tracia, Tessaglia, Macedonia e Serbia. Dopo aver partecipato alla conquista ottomana di Adrianopoli (poi Edirne) nel 1362, Evrenos fu nominato Uç Bey (signore di confine) della Tessaglia. Con i suoi Akinci (pron. Akingi) combatté nella Battaglia del Kosovo (1389) e nella Battaglia di Nicopoli (1396). Evrenos conquistò Keşan, İpsala, Gümülcine, Feres, Xanthi, Maronia, Serres, Monastir e, nel 1397, Corinto. Fondò la città di Yenice-i Vardar, la moderna Giannitsa.
Evrenos fu il genitore di sette figli (Khidr-shah, Isa, Suleyman, Ali, Yakub, Barak, Begdje) e di numerose figlie. Insieme coi Mikhal-oghullari, Malkoj-oghullari, i Turakhan-oghullari, i discendenti di Evrenos, ossia gli Ewrenos Oghullari (Evrenosoğulları), costituì una delle quattro antiche famiglie della nobiltà guerriera ottomana.
Gazi Evrenos morì in età avanzata a Yenice-i Vardar. Fu sepolto in un mausoleo colà nel 1417. Il mausoleo sopravvive ma era malamente danneggiato nel XIX secolo e per qualche tempo fu utilizzato come deposito agricolo.
In qualità di uno dei comandanti ottomani di maggior successo, Evrenos acquisì un considerevole ammontare di proprietà e fondò numerose opere pie (awqaf). Vari monumenti che gli sono attribuiti sopravvivono nell'Europa sud-orientale. Di primaria importanza è il suo mausoleo, o türbe, con il suo epitaffio, che si può leggere a Giannitsa. Un hammam edificato da Evrenos si erge ancora a sud del mausoleo, e fino all'ultimo decennio del XX secolo era ancora usato da un vicino albergo per i suoi clienti. Due altri monumenti sopravvivono nella Tracia greca.